# Fauzón
Fauzón es un paraje rural del centro de la provincia de Buenos Aires, Argentina, perteneciente al partido de Nueve de Julio.

## Ubicación
Se encuentra a 18 km al noroeste de la ciudad de Nueve de Julio. Se accede por la Ruta Provincial 65, para luego doblar a la izquierda por un camino rural.

## Población
Durante los censos nacionales del INDEC de 2001 y 2010 fue considerada como población rural dispersa.